# Amphelictogon manni
Amphelictogon manni är en mångfotingart som beskrevs av Chamberlin 1918. Amphelictogon manni ingår i släktet Amphelictogon och familjen Chelodesmidae. Inga underarter finns listade i Catalogue of Life.